# NGC 5237
NGC 5237 est une galaxie elliptique (lenticulaire ou irrégulière?) naine située dans la constellation du Centaure. Sa vitesse par rapport au fond diffus cosmologique est de 609 ± 18 km/s, ce qui correspond à une distance de Hubble de 8,98 ± 0,68 Mpc (∼29,3 millions d'al). NGC 5237 a été découverte par l'astronome britannique John Herschel  en 1834.
La luminosité de NGC 5937 dans l'infrarouge lointain (de 40 à 400 µm) est égale à 5,01 × 1010 {\displaystyle L_{\odot }} (1010,70{\displaystyle L_{\odot }}) et sa luminosité totale dans l'infrarouge (de 8 à 1 000 µm) est de 6,76 × 1010 {\displaystyle L_{\odot }} (1010,83{\displaystyle L_{\odot }}).

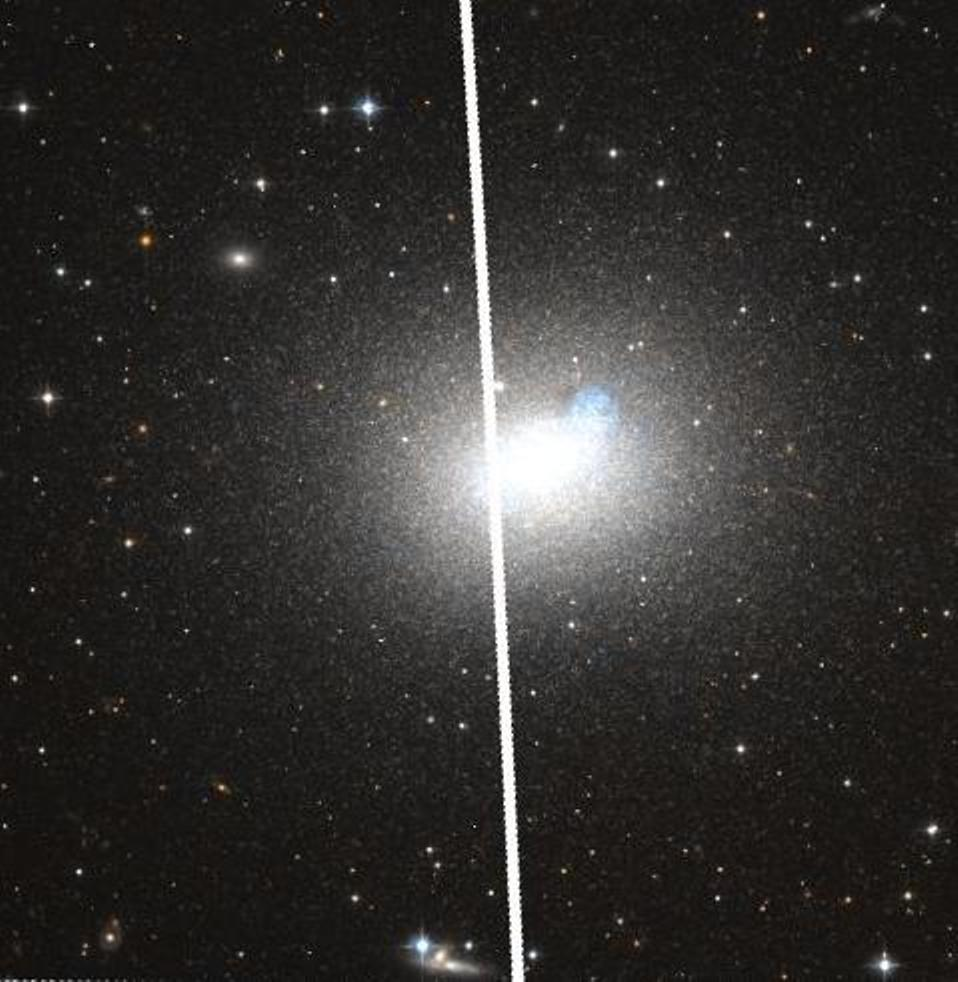
NGC 5237 par le télescope spatial Hubble.

La piètre qualité des images obtenue des données relevé DSS ou du télescope spatial Hubble ne permet pas de choisir entre les classifications prônées par les sources consultées.

## Distance de NGC 5237
À ce jour, huit mesures non basées sur le décalage vers le rouge (redshift) donnent une distance de 3,624 ± 0,374 Mpc (∼11,8 millions d'al). Cette distance est sans doute plus près de la réalité que la distance de Hubble. Les galaxies du  groupe de Centaurus A sont rapprochées du Groupe local et on ne peut utiliser la loi de Hubble-Lemaître pour déterminer leur distance. On obtient d'ailleurs des distances de Hubble pour toutes les galaxies de ce groupe plus grandes que les distances obtenues par des méthodes indépendantes du décalage, en moyenne, presque trois fois plus grandes. Ces galaxies s'éloignent donc de la Voie lactée et leur vitesse propre s'ajoute à la vitesse de récession causée par l'expansion de l'Univers.

## Groupe de Centaurus A
Selon A. M. Garcia, NGC 5237 fait partie du Groupe de Centaurus A (NGC 5128 dans l'article de Garcia). Ce groupe de galaxies compte au moins 8 membres. Les autres membres du groupe sont NGC 4945, NGC 5128, NGC 5206, NGC 5408, ESO 270-17, ESO 324-24 et ESO 325-11.